# 野村喬
野村 喬（のむら たかし、1930年11月1日 - 2003年2月16日）は、文芸・演劇評論家。
東京大学文学部卒業。元青山学院女子短期大学教授。長く『テアトロ』編集長を務める。1996年『戯曲と舞台』で河竹賞受賞。読売演劇大賞、朝日舞台芸術賞選考委員、国際演劇評論家協会日本センター会長を務めた。

## 著書
- 『野村喬著述集』リブロポート 1994-1995
  - 『内田魯庵伝』- 各・単行版も刊
  - 『評伝真山青果』
  - 『歌舞伎評論』
  - 『戯曲と舞台』
- 『野村喬著述集』花伝社 1998-1999。続編
  - 『傍流文学論』
  - 『點描演劇史』

| スタブアイコン | サブスタブ | この項目は、まだ閲覧者の調べものの参照としては役立たない、人物に関連した書きかけの項目です。この項目を加筆・訂正などしてくださる協力者を求めています（P:人物伝/PJ:人物伝）。 |